# Robson Luis Pereira da Silva
Robson Luis Pereira da Silva (Volta Redonda, 21 de setembro de 1974), mais conhecido como Robson, é um ex-futebolista brasileiro que atuava como atacante.

## Carreira
Robson começou sua carreira profissional no Matsubara. Transferiu-se para o Goiás em 1996.
Depois de passar um ano no clube, foi jogar no Corinthians por empréstimo. 
O jogador também teve um período de um ano no Leiria antes de se mudar para a Rússia, onde passou cinco anos, o período de maior sucesso na sua carreira.
No Spartak Moscou o jogador conquistou cinco títulos no Campeonato Russo e jogou na Liga dos Campeões da Europa.
Depois de deixar o Spartak, Robson nunca mais reencontrou a sua forma física e teve passagens curtas e não muito bem sucedidas no Japão e na França, antes de retornar ao Brasil, onde jogou no  Marília. Em 2006, seu contrato com o Marília expirou e ele encerrou sua carreira.

## Títulos
Spartak Moscow
- Campeonato Russo: 1997, 1998, 1999, 2000, 2001
- Copa da Rússia: 1998